# Discografia de J. Cole
A discografia do rapper estadunidense J. Cole consiste em seis álbuns de estúdio, um álbum ao vivo, três coletâneas musicais, três extended play, quatro mixtapes, cinquenta e cinco singles, dois singles promocionais e vinte videoclipes.

## Álbuns de estúdio
| Detalhes | Melhor posição nas tabelas musicais | Melhor posição nas tabelas musicais | Melhor posição nas tabelas musicais | Melhor posição nas tabelas musicais | Melhor posição nas tabelas musicais | Melhor posição nas tabelas musicais | Melhor posição nas tabelas musicais | Melhor posição nas tabelas musicais | Vendas        | Certificações                  |
| Detalhes | EUA                                 | EUA R&B                             | EUA Rap                             | AUS                                 | CAN                                 | NZL                                 | SUI                                 | RU                                  | Vendas        | Certificações                  |
| --- | ----------------------------------- | ----------------------------------- | ----------------------------------- | ----------------------------------- | ----------------------------------- | ----------------------------------- | ----------------------------------- | ----------------------------------- | ------------- | ------------------------------ |
| Cole World: The Sideline Story - Lançamento: 27 de Setembro de 2011 - Gravadora: Dreamville, Roc Nation, Columbia - Formato(s): CD, download digital    | 1                                   | 1                                   | 1                                   | 52                                  | 4                                   | 36                                  | 62                                  | 25                                  | - : 772,000   | - : Platina - : Prata          |
| Born Sinner - Lançamento: 18 de Junho de 2013 - Gravadora: Dreamville, Roc Nation, Columbia - Formato(s): CD, download digital                          | 1                                   | 1                                   | 1                                   | 14                                  | 2                                   | 11                                  | 27                                  | 7                                   | - : 747,000   | - : Platina - : Prata - : Ouro |
| 2014 Forest Hills Drive - Lançamento: 9 de Dezembro de 2014 - Gravadora: Dreamville, Roc Nation, Columbia - Formato(s): CD, download digital            | 1                                   | 1                                   | 1                                   | 40                                  | 3                                   | 25                                  | 49                                  | 27                                  | - : 2,016,000 | - : Platina - : Prata - : Ouro |
| 4 Your Eyez Only - Lançamento: 9 de dezembro de 2016 - Gravadora(s): Dreamville, Roc Nation, Interscope - Formato(s): CD, LP, cassete, download digital | 1                                   | 1                                   | 1                                   | 6                                   | 1                                   | 10                                  | 16                                  | 21                                  | - : 1,000,000 | - : Platina - : Ouro           |
| KOD - Lançamento: 20 de abril de 2018 - Gravadora(s): Dreamville, Roc Nation, Interscope - Formato(s): CD, LP, download digital                         | 1                                   | 1                                   | 1                                   | 3                                   | 1                                   | 1                                   | 5                                   | 2                                   | - : 1,131,000 | - : Platina                    |
| The Off-Season - Lançamento: 14 de maio de 2021 - Gravadora(s): Dreamville, Roc Nation, Interscope - Formato(s): CD, LP, download digital               | 1                                   | 1                                   | 1                                   | 3                                   | 2                                   | 11                                  | 27                                  | 7                                   |               | - : Platina                    |
| The Fall Off - Lançamento: TBD - Gravadora(s): Dreamville, Roc Nation, Interscope - Formato(s): CD, LP, download digital                                | A ser lançado                       | A ser lançado                       | A ser lançado                       | A ser lançado                       | A ser lançado                       | A ser lançado                       | A ser lançado                       | A ser lançado                       | A ser lançado | A ser lançado                  |
| "—" denota um título que não tenha entrado na tabela musical do respectivo país.                                                                        |                                     |                                     |                                     |                                     |                                     |                                     |                                     |                                     |               |                                |

## Álbuns ao vivo
| Detalhes | Melhor posição nas tabelas musicais | Melhor posição nas tabelas musicais | Melhor posição nas tabelas musicais | Vendas | Certificações |
| Detalhes | EUA                                 | EUA R&B                             | EUA Rap                             | Vendas | Certificações |
| --- | ----------------------------------- | ----------------------------------- | ----------------------------------- | ------ | ------------- |
| Forest Hills Drive: Live - Lançamento: 28 de Janeiro de 2016 - Gravadora: Dreamville, Roc Nation, Columbia - Formato(s): CD, download digital | 71                                  | 11                                  | 7                                   |        |               |
| "—" denota um título que não tenha entrado na tabela musical do respectivo país.                                                              |                                     |                                     |                                     |        |               |

## Coletâneas musicais
| Detalhes | Melhor posição nas tabelas musicais | Melhor posição nas tabelas musicais | Melhor posição nas tabelas musicais | Vendas | Certificações |
| Detalhes | EUA                                 | EUA R&B                             | EUA Rap                             | Vendas | Certificações |
| --- | ----------------------------------- | ----------------------------------- | ----------------------------------- | ------ | ------------- |
| Revenge of the Dreamers (como integrante da Dreamville Records) - Lançamento: 28 de Janeiro de 2014 - Gravadora: Dreamville - Formato(s): download digital                                 | —                                   | —                                   | —                                   |        |               |
| Revenge of the Dreamers II (como integrante da Dreamville Records) - Lançamento: 8 de Dezembro de 2015 - Gravadora(s): Dreamville, Roc Nation, Columbia - Formato(s): CD, download digital | 29                                  | 4                                   | 3                                   |        |               |
| Revenge of the Dreamers III (como integrante da Dreamville Records) - Lançamento: 5 de Julho de 2019 - Gravadora(s): Dreamville, Interscope - Formato(s): CD, LP, download digital         | 1                                   | 1                                   | 1                                   |        |               |
| "—" denota um título que não tenha entrado na tabela musical do respectivo país. |                                     |                                     |                                     |        |               |

## Extended plays (EPs)
| Detalhes | Melhor posição nas tabelas musicais | Melhor posição nas tabelas musicais | Melhor posição nas tabelas musicais | Vendas | Certificações |
| Detalhes | EUA                                 | EUA R&B                             | EUA Rap                             | Vendas | Certificações |
| --- | ----------------------------------- | ----------------------------------- | ----------------------------------- | ------ | ------------- |
| Truly Yours - Lançamento: 12 de Fevereiro de 2013 - Gravadora: Dreamville - Formato(s): download digital                                        | —                                   | —                                   | —                                   |        |               |
| Truly Yours 2 - Lançamento: 30 de Abril de 2013 - Gravadora: Dreamville - Formato(s): download digital                                          | —                                   | —                                   | —                                   |        |               |
| Truly Yours 3 - Lançamento: 18 de Junho de 2013 - Gravadora(s): Dreamville, Roc Nation, Columbia, Interscope - Formato(s): CD, download digital | —                                   | —                                   | —                                   |        |               |
| Lewis Street - Lançamento: 22 de Julho de 2020 - Gravadora(s): Dreamville, Roc Nation, Interscope Records - Formato: download digital           | —                                   | —                                   | —                                   |        |               |
| "—" denota um título que não tenha entrado na tabela musical do respectivo país.                                                                |                                     |                                     |                                     |        |               |

## Mixtapes
| Detalhes |
| --- |
| The Come Up - Lançamento: 4 de Maio de 2007 - Gravadora: By Any Means - Formato(s): download digital                             |
| The Warm Up - Lançamento: 15 de Junho de 2009 - Gravadora: Roc Nation - Formato(s): download digital                             |
| Friday Night Lights - Lançamento: 12 de Novembro de 2010 - Gravadora: Roc Nation - Formato(s): download digital                  |
| It's a Boy - Lançamento previsto: 2021 - Gravadora(s): Dreamville, Roc Nation, Interscope Records - Formato(s): download digital |

## Singles

### Como artista principal
| Título                                                                           | Ano  | Melhor posição nas tabelas musicais | Melhor posição nas tabelas musicais | Melhor posição nas tabelas musicais | Melhor posição nas tabelas musicais | Melhor posição nas tabelas musicais | Melhor posição nas tabelas musicais | Melhor posição nas tabelas musicais | Certificações           | Álbum                                          |
| Título                                                                           | Ano  | EUA                                 | EUA R&B                             | EUA Rap                             | BEL (FL)                            | CAN                                 | RU                                  | RU R&B                              | Certificações           | Álbum                                          |
| -------------------------------------------------------------------------------- | ---- | ----------------------------------- | ----------------------------------- | ----------------------------------- | ----------------------------------- | ----------------------------------- | ----------------------------------- | ----------------------------------- | ----------------------- | ---------------------------------------------- |
| "Lights Please"                                                                  | 2009 | —                                   | 109                                 | —                                   | —                                   | —                                   | —                                   | —                                   |                         | The Warm Up and Cole World: The Sideline Story |
| "Who Dat"                                                                        | 2010 | 93                                  | 32                                  | 19                                  | —                                   | —                                   | —                                   | —                                   |                         | Cole World: The Sideline Story                 |
| "Work Out"                                                                       | 2011 | 13                                  | 10                                  | 3                                   | —                                   | 32                                  | 158                                 | —                                   | - : 2× Platina - : Ouro | Cole World: The Sideline Story                 |
| "Can't Get Enough" (com participação de Trey Songz)                              | 2011 | 52                                  | 7                                   | 5                                   | 129                                 | —                                   | 169                                 | 40                                  | - : Platina             | Cole World: The Sideline Story                 |
| "Nobody's Perfect" (com participação de Missy Elliott)                           | 2012 | 61                                  | 3                                   | 4                                   | —                                   | —                                   | —                                   | —                                   |                         | Cole World: The Sideline Story                 |
| "Power Trip" (com participação de Miguel)                                        | 2013 | 19                                  | 5                                   | 3                                   | 106                                 | —                                   | 46                                  | 9                                   | - : Platina             | Born Sinner                                    |
| "Crooked Smile" (com participação de TLC)                                        | 2013 | 27                                  | 7                                   | 4                                   | 138                                 | —                                   | 114                                 | 27                                  | - : Platina             | Born Sinner                                    |
| "Forbidden Fruit" (com participação de Kendrick Lamar)                           | 2013 | —                                   | 46                                  | —                                   | —                                   | —                                   | —                                   | —                                   |                         | Born Sinner                                    |
| "She Knows" (com participação de Amber Coffman)                                  | 2013 | 90                                  | 24                                  | 11                                  | —                                   | —                                   | 68                                  | 10                                  |                         | Born Sinner                                    |
| "Apparently"                                                                     | 2014 | 58                                  | 17                                  | 10                                  | —                                   | —                                   | —                                   | —                                   |                         | 2014 Forest Hills Drive                        |
| "Wet Dreamz"                                                                     | 2015 | 61                                  | 16                                  | 12                                  | —                                   | —                                   | —                                   | —                                   | - : Platina             | 2014 Forest Hills Drive                        |
| "No Role Modelz"                                                                 | 2015 | 36                                  | 27                                  | 18                                  | —                                   | 62                                  | —                                   | —                                   | - : Platina             | 2014 Forest Hills Drive                        |
| "Love Yourz"                                                                     | 2016 | —                                   | 47                                  | 17                                  | —                                   | —                                   | —                                   | —                                   |                         | 2014 Forest Hills Drive                        |
| "—" denota um título que não tenha entrado na tabela musical do respectivo país. |      |                                     |                                     |                                     |                                     |                                     |                                     |                                     |                         |                                                |